# Podvidača (Republika Serbska)
Podvidača (cyr. Подвидача) – wieś w Bośni i Hercegowinie, w Republice Serbskiej, w gminie Oštra Luka. W 2013 roku liczyła 1 mieszkańca.